# Сідней-Мару (4105)
Сідней-Мару (4105) — транспортне судно, яке під час Другої світової війни брало участь у операціях японських збройних сил на Тихому океані.
Судно спорудили як пасажирське в 1919 році на верфі Kawasaki Dockyard у Кобе для компанії Kokusai Kisen.
У липні 1937-го після початку Другої японо-китайсько війни «Сідней-Мару» зафрахтувала Імперська армія Японії, тож судно діяло в цьому статусі до початку 1939-го.
У листопаді 1941-го судно реквізували для потреб Імперської армії Японії. 21 січня 1942-го «Сідней-Мару» та ще 18 транспортів вийшли з Японії маючи на борту 2-гу піхотну дивізію. 26 січня вони прибули до Мако (військово-морська база на Пескадорських островах у південній частині Тайванської протоки), а потім рушили до розташованої на в'єтнамському узбережжі бухти Камрань, де збирались сили для вторгнення на острів Ява. 18 лютого «Сідней-Мару» вирушило з Камрані у складі конвою з 55 транспортів. У ніч проти 1 березня «Сідней-Мару» та ще 14 інших суден почали висадку військ біля Мераку (порт на заході Яви біля північного входу до Зондської протоки).
18 грудня 1942-го судно вийшло з японського порту Саєкі в конвої «J» операції «Військові перевезення № 8», метою якої було постачання Рабаула (головна передова база в архіпелазі Бісмарка, з якої провадились японські операції на Соломонових островах та сході Нової Гвінеї). 29 грудня конвой прибув до місця призначення.
6—18 березня 1943-го судно у складі конвою «Ханза № 1» здійснило круговий рейс з Палау (великий логістичний хаб на заході Каролінських островів) до затоки Ханза (північне узбережжя острова, приблизно посередині мід Веваком та Мадангом) та назад.
6—12 квітня 1943-го судно пройшло з Палау до затоки Ханза у складі конвою «Ханза № 2B». Тут воно було атаковане ворожими бомбардувальниками, загорілось та викинулось не берег. Загинуло 9 членів екіпажу та 3 військовослужбовці, що перебували на борту.